# Justus Sustermans
Justus Sustermans, Joost Sustermans o Suttermans, conocido en Italia como Giusto Sustermans (Amberes, 28 de septiembre de 1597-Florencia, 23 de abril de 1681), fue un pintor flamenco establecido en Italia durante el Barroco, especializado en el retrato cortesano.

## Biografía

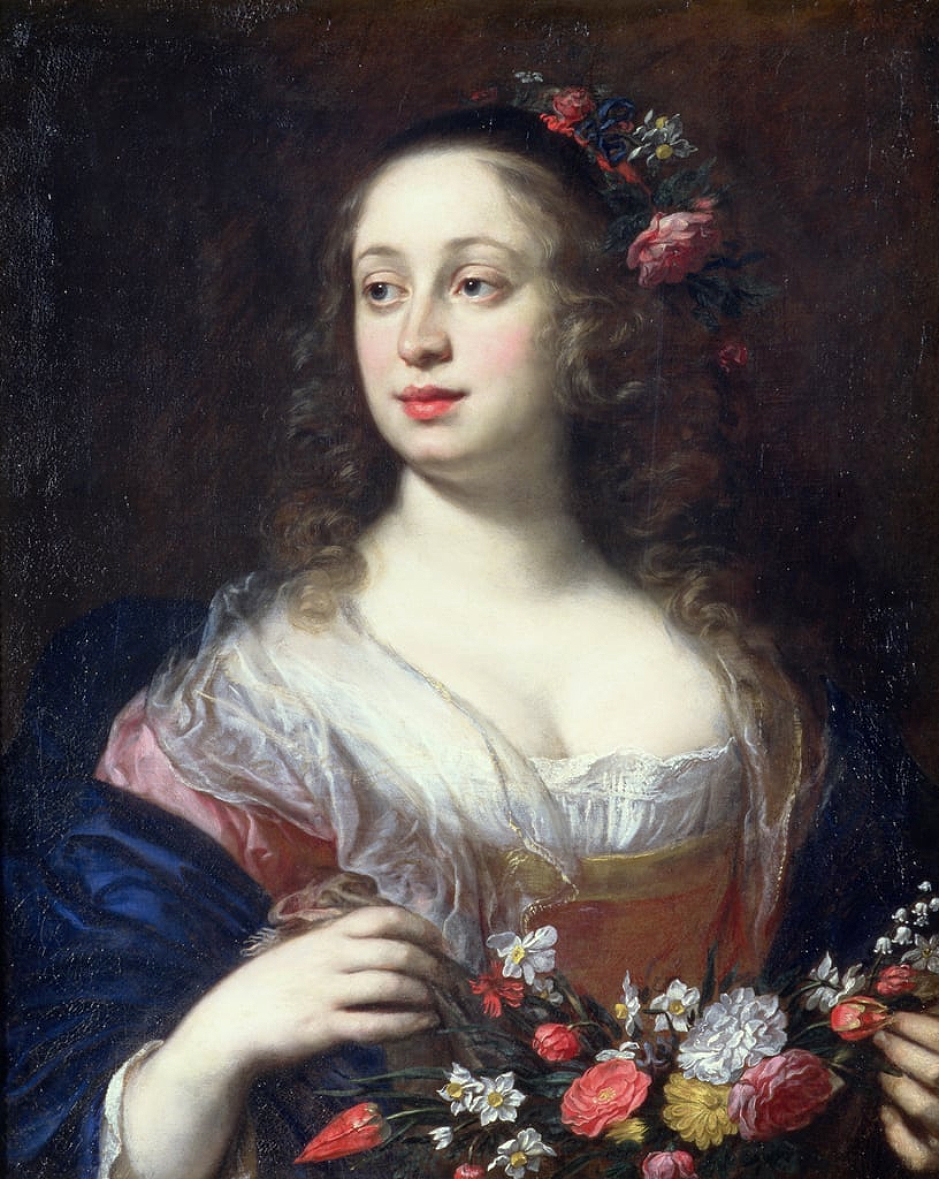
Victoria della Rovere como Flora

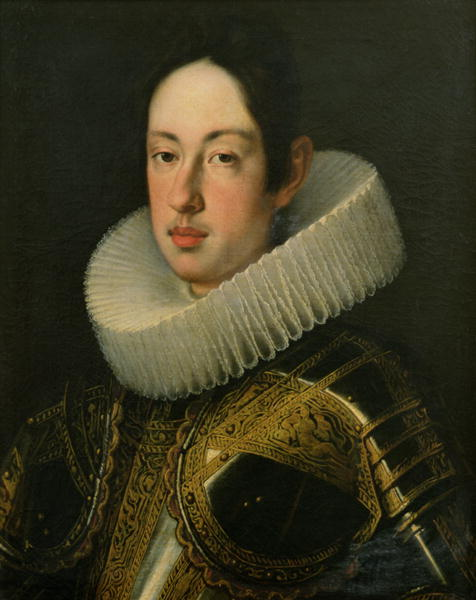
Fernando II de Médici en su juventud

Formado originalmente en Amberes en la escuela de Willem de Vos (1609), sobrino del más célebre Marten de Vos. Tras una estancia en París (1616) en el estudio de Frans Pourbus el Joven, pronto marchó a Florencia (1620) para colocarse bajo el patronazgo de los Médici, donde pronto se convirtió en el pintor de cámara de los grandes duques Cosme II de Médici, Fernando II de Médici y Cosme III de Médici. En Italia pudo estudiar la obra de los grandes artistas de su época como Guercino, Diego Velázquez o Pierre Mignard. También recibió influencia de la Escuela veneciana.
Pintó una gran cantidad de retratos de la familia Medici y de su círculo más cercano, como los tres retratos de Galileo Galilei que se le atribuyen. También pintó en Mantua retratos de la familia ducal con motivo de la boda de Fernando I Gonzaga con Catalina de Médici.
En 1625 marchó a Roma, en un viaje que sería decisivo para su formación como artista. En la ciudad del Tíber retrató al papa Urbano VIII según el cronista Filippo Baldinucci. Pudo observar las obras de Tiziano conservadas en la colección Ludovisi, copiándolas con gran dedicación. También pudo admirar el legado de los Carracci en la Galería Farnese.
El período 1630-1650 puede considerarse el de su plena madurez. Su colorido se vuelve brillante y expansivo, probablemente influido por la contemplación de la Venus de Urbino de Tiziano, que por estas fechas llegó a Florencia. Sustermans continuó viajando incansablemente por Italia durante toda su carrera, absorbiendo la influencia de lo mejor del arte italiano.
Fue llamado a la corte imperial de Viena para realizar retratos del emperador Fernando II y su familia. Está documentada una estancia del artista en Génova durante 1649.
La última época de Sustermans es una etapa menos brillante. Sus obras se vuelven oscuras, con figuras que surgen a menudo de la penumbra, y su pincelada se hace más sumaria y descuidada. Sus últimos encargos son asumidos en buena parte por sus colaboradores de taller, debido al cansancio y a la ceguera que afectaron al artista en sus últimos años.
Sustermans también realizó obras de carácter histórico y mitológico. Murió en Florencia a edad avanzada, siendo reconocido como uno de los mejores retratistas de su época.

## Obras destacadas
- Fernando II de Médici (c. 1621, Palazzo Medici-Riccardi, Florencia)
- Eleonora Gonzaga (1621, Kunsthistorisches Museum, Viena)
- Juan Carlos de Médici (1622-24, Kunsthistorisches Museum, Viena)
- El emperador Fernando II (1623-24, Kunsthistorisches Museum, Viena)
- Eleonora Gonzaga (1623-24, Kunsthistorisches Museum, Viena)
- Los senadores florentinos prestan juramento al gran duque Fernando II (1625, Ashmolean Museum, Oxford)
- Cosme II de Médici (1625, Kunsthistorisches Museum, Viena)
- Matías de Médici (1626-28, Kunsthistorisches Museum, Viena)
- Margarita de Médici (1626-30, Ball State Museum, Indiana)
- Fernando II de Médici (1627, Museo del Prado, Madrid)
- María Magdalena de Austria, gran duquesa de Toscana (1627, Museo del Prado, Madrid)
- Ana de Medici (1630, Kunsthistorisches Museum, Viena)
- Fernando II de Médici (1621, Kunsthistorisches Museum, Viena)
- Victoria della Rovere como Flora (Museo de Prato)
- Valdemar Cristian de Dinamarca (Palazzo Pitti, Florencia)
- Retrato de dama con su hijo (Museum of Fine Arts, Boston)
- El cardenal Carlos de Médici (c. 1640, Galería de los Ufizzi, Florencia)
- Retrato de noble genovés (1649, Galería Nacional de Londres)
- Retrato de dama (1650, Norton Simon Museum, Pasadena), inacabado
- María Magdalena de Austria (Musée d'Art Ancien, Bruselas)
- Galileo Galilei (Uffizi, Florencia)
- Fernando II de Médici y su esposa Victoria della Rover (c. 1660, National Gallery, Londres)
- Virgen con el Niño y Santa Ana (National Brukenthal Museum)
- La familia de Darío III delante de Alejandro Magno (Biblioteca Museo Víctor Balaguer, Villanueva y Geltrú)